# Порт Токіо
Порт Токіо (яп. 東京港) — є одним із найбільших японських морських портів і одним із найбільших морських портів у басейні Тихого океану з річною пропускною здатністю близько 100 мільйонів тонн вантажу та 4 500 000 двадцятифутових еквівалентних одиниць.
Порт також є важливим роботодавцем у регіоні, маючи понад 30 000 співробітників, які щорічно обслуговують понад 32 000 суден.

## Історія
Попередник порту Токіо, порт Едо (Едо Мінато) відіграв дуже важливу роль в історії морського транспорту Японії та як розподільний пункт для постачання товарів для жителів Едо. Під час Сьоґунат Едо в Токійському порту було заборонено відкриватися для міжнародної торгівлі, хоча сусідній порт Йокогама вже був відкритий для такого виду торгівлі.
Розвиток порту був нарешті заохочений під час періоду Мейдзі під впливом проєкту, який мав на меті покращити естуарій річки Суміда шляхом днопоглиблення каналів і рекультивації землі в Цукісіма та Сібаура.
Землетрус в Канто в 1923 році послужив відправною точкою для повномасштабного проєкту будівництва терміналу, який завершився відкриттям першого терміналу Hinode в 1925 році. Разом із завершенням будівництва ще двох терміналів, Сібаура і Такесіба, порт Токіо відкрився для міжнародної торгівлі 20 травня 1941 року.
Після Другої світової війни розвиток порту став життєво важливим завданням для реконструкції японської промисловості, і один за одним почалося будівництво вугільного термінала Тойосу, терміналу Харумі та інших терміналів.

## Статистика
У 2007 році порт Токіо перевантажив 90 810 000 тонн вантажів і 3 696 000 двадцятифутових еквівалентних одиниць, що зробило його одним із найбільш завантажених вантажних портів Японії та одним із найбільших контейнерних портів країни.
| Рік                                     | 2004 рік   | 2005 рік   | 2006 рік   |
| --------------------------------------- | ---------- | ---------- | ---------- |
| Судна (кількість)                       | 32,633     | 32,180     | 31,653     |
| Зовнішня торгівля (трлн ¥)              | 9.9        | 10.8       | 12         |
| Контейнери (двадцятифутовий еквівалент) | 3 358 000  | 3 598 000  | 3 696 000  |
| Контейнери *                            | 42 972 000 | 43 281 000 | 42 987 000 |
| Інші вантажі *                          | 48 455 000 | 48 751 000 | 47 824 000 |
| Всього                                  | 91 427 000 | 92 032 000 | 90 811 000 |

## Термінали

### Контейнерні термінали
Порт Токіо має три контейнерних термінали площею 1 504 718 м2 із загальною кількістю 15 причалів і довжиною причалу 4 479 метрів.

#### Контейнерний термінал Oi
Термінал має сім причалів площею 945 700 м2 і довжиною причалу 2354 метри.

#### Контейнерний термінал Aomi
Термінал має п'ять причалів площею 479 079 м2 і довжиною причалу 1570 метрів.

#### Контейнерний термінал Сінагава
Термінал має три причали площею 79 939 м 2 і довжиною причалу 333 метри. Відкритий у 1967 році, це найстаріший контейнерний термінал в Японії.